# Constanze Geiger
Constanze Therese Adelaide Geiger Freifrau von Ruttenstein (Vienna, 16 ottobre 1835 – Dieppe, 24 agosto 1890) è stata una pianista, attrice teatrale, compositrice e cantante austriaca.

## Biografia
Figlia del compositore Joseph Geiger e della modista di corte Theresia Geiger (nata Ržiha, 1804–1865), Constanze sviluppò il suo talento musicale sin dalla tenera età grazie ai genitori. Il padre fu il suo primo insegnante di pianoforte. Successivamente, proseguì gli studi di pianoforte con Václav Jan Křtitel Tomášek e di pianoforte, composizione e contrappunto con Simon Sechter.

Geiger debuttò pubblicamente come pianista all'età di sei anni e presentò per la prima volta le sue composizioni in pubblico all'età di otto. Nell'aprile del 1845, la sua composizione Preghiera für Militärmusik venne eseguita pubblicamente da altri musicisti presso la Pfarrkirche Rennweg. Nel 1852, fece il suo debutto teatrale al Friedrich-Wilhelm-Städtische Theater, dove oltre a recitare, suonò anche le sue composizioni al pianoforte.

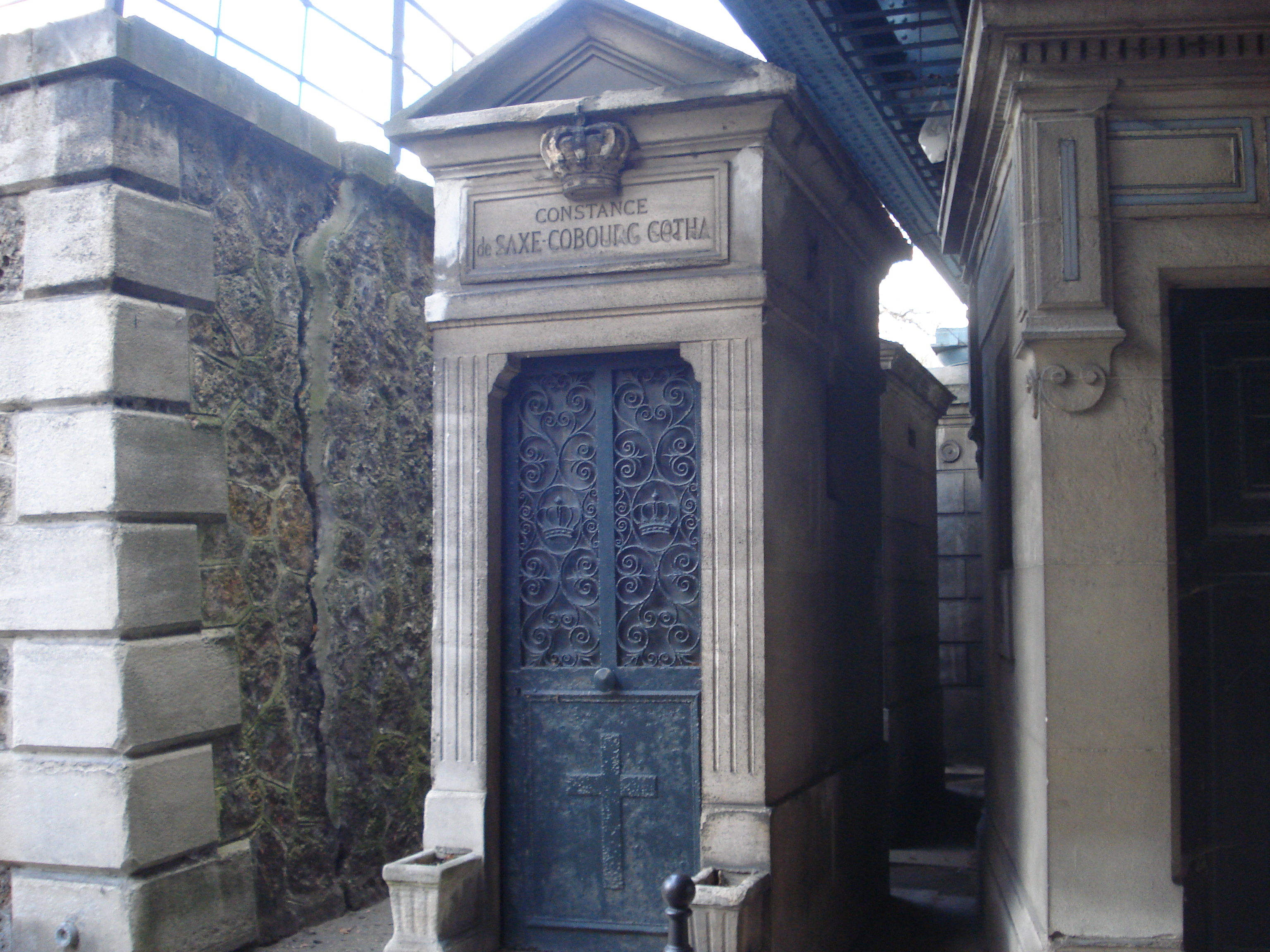
Tomba di Constanze Geiger a Montmartre

Geiger iniziò una relazione con il principe Leopoldo di Sassonia-Coburgo dopo che si incontrarono alla locanda Zum Goldenen Lamm. Il 12 ottobre 1860, diede alla luce il loro unico figlio, Franz Assis Leopold Joseph (12 ottobre 1860 - 29 agosto 1899). Il 23 aprile 1862, Geiger e il principe Leopoldo si sposarono, portando alla sua elevazione al titolo di Freiherrenstand in seguito a questo matrimonio morganatico, sebbene il loro figlio Franz fosse escluso dalla linea di successione di Sassonia-Coburgo.
Dopo il matrimonio, Geiger si ritirò completamente dalle scene e si trasferì con la famiglia al castello di Radmeric. Le sue composizioni per musica da camera e musica sacra continuarono comunque ad essere eseguite. Dopo la morte del marito nel 1884, Geiger si trasferì a Parigi.
Morì il 24 agosto 1890 a Dieppe, in Normandia, e fu sepolta nel cimitero di Montmartre, a Parigi.

## Riferimenti culturali
Nel 2024, il violinista austriaco Raimund Lissy ha pubblicato una biografia di Constanze Geiger intitolata Es liegt ein eigener Zauber in diesem Wunderkinde! Constanze Geiger – Komponistin, Pianistin, Schauspielerin aus Wien.
A fine 2024, l'Orchestra Filarmonica di Vienna ha inserito il Fernandus-Walzer di Geiger nel suo programma del Voraufführung Neujahrskonzert per il 2025, rendendola la prima compositrice donna ad essere inclusa nella serie di spettacoli del Concerto di Capodanno a Vienna (in quell'occasione diretto dal maestro Riccardo Muti).

## Composizioni
- 4 Valzer, op. 3 (1845)
- Preghiera[1]
- Ave Maria (1846)[1]
- Duettino (per tenore e basso)[1]
- Frühlings-Träume Walzer, op. 8 (1847)
- Abschieds-Walzer, op. 9 (1848)
- Ferdinando Walzer (1848)
- Das Fuchslied als Trauermarsch (1849)
- Sehnsucht (Romanze), op. 15 (1850)
- Carlsklänge (Valzer)
- Franz Joseph-Marsch op. 19 (1852)
- Polka di Nandl, op. 22 (1852)
- Elisabethen-Vermählungsmarsch (1854)[4]
- Unbefriedigte Sehnsucht (Notturno), op. 27 (1856)
- Herzklopfer-Walzer, op. 29 (1856)
- Kennst du meine Leiden? (Notturno), op. 30 (1856)
- 3 Notturni (1859)
- Kaiser-Einzugs-Marsch (1862)
- Offertorio (1873)[1]